# Mirko Vratović
Mirko Vratović (Pula, 18. prosinca 1885. – Pula, 8. siječnja 1968.), hrvatski pravnik i političar

## Povijest
Sin je imućnoga pulskog hotelijera i ugostitelja Grge Vratovića iz Lanišća. Osnovnu školu i gimnaziju pohađao je u Puli, a pravo studirao u Beču i Grazu, gdje je i doktorirao.
Već kao student borio se za nacionalna i socijalna prava Hrvata i Slovenaca u Istri. Tijekom Prvoga svjettskog rata postao je jednim od vodećih političkih predstavnika istarskih Hrvata. U prevratnim danima 1918. bio je izabran za potpredsjednika Mjesnog odbora Narodnog vijeća Slovenaca, Hrvata i Srba u Puli. U tom je svojstvu 31. listopada 1918. na bojnom brodu Viribus Unitis uz predstavnika Narodnog vijeća SHS iz Zagreba Antu Tresića Pavičića i Janka Vukovića Podkapelskoga sudjelovao u preuzimanju austro-ugarske ratne flote. U ime Narodnog vijeća vodio je pregovore s pulskim talijanskim političarima i postignuo s njima 31. listopada 1918. sporazum o političkoj suradnji i civilnoj upravi u gradu. U ranim jutarnjim satima 1. studenoga od majora Oskara Hohenbrucka na Monte Zaru preuzeo je svu civilnu vlast u gradu, te neizravno postao prvim pulskim hrvatskim gradonačelnikom. Kad je postalo očito da bi talijanska vojska mogla zaposjesti Pulu, tražio je da se Antanta brzojavno izvijesti o događajima te da se uz izjavu solidarnosti pozove da kao saveznička sila privremeno okupira ove krajeve. Kako ga je u tom zahtjevu podržao jedino Janko Vuković Podkapelski, netom postavljen za zapovjednika preuzete flote i unaprijeđen u čin kontraadmirala, Vratović je dao ostavku na članstvo i dužnosti u odboru Narodnog vijeća. Nakon talijanske okupacije Istre postao je žrtvom političkih progona (konfiniran je u Puli). Fašisti su 1921. uništili njegov ured u Puli, nakon čega se preselio u Trst, gdje je otvorio odvjetnički ured i obnašao brojne dužnosti, osobito u društvu Edinost (Jedinstvo), kao potpredsjednik, odnosno predsjednik Istarskog odbora društva. U njegovu uredu uređivani su listovi: Istarska riječ, Narodni gospodar, Mladi Istranin, ženski mjesečnik Vez, kalendar Jurina i Franina i različite prigodne knjige. U povodu 50. obljetnice Edinosti u prigodnom broju istoimenog lista (17. siječnja 1926.) objavio je članak Petnaest prevratnih dana u Puli, u kojem svjedoči o sudjelovanju u zbivanjima potkraj listopada i početkom studenog 1918. Uhićen je 1929. i u insceniranom procesu pred Specijalnim sudom u Rimu osuđen na 10 godina zatvora. Oslobođen je nakon pet godina, ali su mu oduzeta sva građanska prava. Zbog toga je 1936. emigrirao u Jugoslaviju. Do svršetka Drugoga svjetskog rata ostao je u Beogradu, gdje je ilegalno obnašao dužnost predsjednika Saveza emigrantskih društava iz Julijske Venecije. U travnju 1945. imenovan je članom Instituta za međunarodna pitanja pri Ministarstvu vanjskih poslova, gdje je radio na rješavanju istarskog pitanja. Suautor je knjige Oko Trsta (1945.). Nakon mirovnog sporazuma s Italijom vratio se u Pulu, te od 1947. do umirovljenja 1951. radio u NO Kotara Pula kao pravni referent.